# Émile Jouguet
Pour les articles homonymes, voir Jouguet.
Jacques Charles Émile Jouguet, né à Bessèges (Gard) le 5 janvier 1871 et décédé le 2 avril 1943, à Montpellier est un ingénieur français. Émile Jouguet est connu principalement pour ses travaux de thermodynamique et d'hydrodynamique, appliqués aux moteurs thermiques et aux explosifs, et à la propagation des ondes de choc.

## Biographie
Fils de Félix Jouguet, ingénieur des mines et maire de Bessèges (1831-1887), Emile Jouguet étudia à l'École polytechnique (promotion 1889, sorti classé quatrième) puis à l'École des mines de Paris (major de promotion en octobre 1895[réf. nécessaire]) et devint ainsi ingénieur du Corps des Mines.
Il est d'abord nommé ingénieur des chemins de fer à Bordeaux, fait la connaissance de Pierre Duhem lequel l'incite à se consacrer à une carrière académique. De 1898 à 1907 il enseigne à l’École des Mines in Saint-Étienne. En 1910, il est nommé ingénieur en chef du contrôle des chemins de fer à Paris. Il est chargé d'élaborer un règlement général d'exploitation et de signalisation applicable sur tout le réseau ferré en France. De 1910 à 1914 puis de 1920 à 1939 il est professeur de constructions mécaniques à l'École des Mines de Paris. Il termine la première guerre mondiale au grade de lieutenant-colonel de l’Artillerie. Après la guerre, il est en outre professeur de thermodynamique et de mécanique à l’École nationale du Génie rural et professeur de mécanique à l’École polytechnique de 1927 à 1941.
Il est passé à la postérité pour ses recherches sur la propagation des ondes de choc et une théorie élémentaire des phénomènes de détonation, dite théorie de Chapman-Jouguet, en hommage au thermochimiste anglais David Chapman (1869–1958), qui la formula indépendamment. Jouguet  émet l'hypothèse que l’équation de Rankine-Hugoniot, qui décrit la dynamique du front d'onde de détonation, est également valable pour décrire le front de séparation de deux fluides chimiquement réactifs (front réactionnel). Il explique la propagation d'un front de détonation à vitesse constante par les équations de Rankine-Hugoniot, en assimilant le front de détonation à une onde de choc doublée d'un front réactionnel. Pour sa théorie des ondes de choc, Jouguet s'était adjoint la collaboration de Duhem et du mathématicien Jacques Hadamard. Il se consacrait pour l'essentiel à la thermodynamique des moteurs, et particulièrement des turbines à vapeur.
Récompensé par le prix Poncelet en 1921, il est élu membre de l'Académie des sciences en 1930 et Président de la Société mathématique de France, puis est élevé au grade de commandeur de la légion d'honneur en 1936.

## Écrits
- Mécanique des fluides, Sté de l'impr. Théolier — J. Thomas & Cie (1904).
- Lectures de mécanique:La mécanique enseignée par les auteurs originaux, éd. Gauthier-Villars, deux volumes (208+282 p., 1908-09)
- Mécanique des explosifs: étude de dynamique chimique — O. Doin & Fils, Paris (1917).